# NGC 4036
NGC 4036 ist eine elliptische Galaxie vom Hubble-Typ E/S0 mit aktivem Galaxienkern im Sternbild Großer Bär am Nordsternhimmel. Sie ist schätzungsweise 67 Millionen Lichtjahre von der Milchstraße entfernt und hat einen Durchmesser von etwa 85.000 Lichtjahren. Die Galaxie ist das hellste Mitglied der NGC-4036-Gruppe (LGG 266).
Am 23. Juli 2007 wurde die Typ-Ia-Supernova SN 2007gi in der Nähe des zentralen Bulge dieser Galaxie entdeckt.
Das Objekt wurde am 19. März 1790 von dem Astronomen William Herschel mit einem 18,7-Zoll-Teleskop entdeckt.

## NGC-4036-Gruppe (LGG 266)
| Galaxie   | Alternativname | Entfernung/Mio. Lj |
| --------- | -------------- | ------------------ |
| NGC 4036  | PGC 37930      | 67                 |
| NGC 4041  | PGC 37999      | 60                 |
| IC 758    | PGC 38173      | 62                 |
| PGC 37951 | UGC 7009       | 54                 |
| PGC 38014 | UGC 7019       | 72                 |